# Risas enlatadas

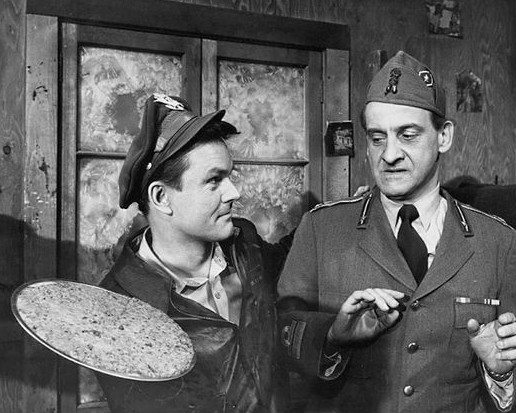
Escena de Los héroes de Hogan, serie que utilizaba el recurso de la risa enlatada.

Las risas enlatadas o risas grabadas son un recurso sonoro de los programas de televisión en el que se incluyen risas de público para simular reacciones en directo. Suelen utilizarse para remarcar escenas cómicas en series, comedias de situación y otros programas de humor.

## Historia
Antes de la irrupción de la televisión en los Estados Unidos, las obras de teatro y los programas de radio solían hacerse en directo y con público. Con el desarrollo de recursos como el videocinta, que permitían grabar los programas de televisión para emitirlos en diferido, algunos técnicos de sonido incluyeron risas grabadas en series cómicas para acostumbrar a los espectadores al nuevo medio. El primer programa de televisión que incluyó este recurso fue The Hank McCune Show (1950), por iniciativa del técnico Charles Douglass.
Con el paso del tiempo, las risas enlatadas se convirtieron en un sello distintivo de las sitcom estadounidenses en los años 1960, incluso en algunas series de animación de Hanna-Barbera. El recurso de Douglass cayó en desuso a finales de la década de 1970 con la llegada del estéreo y el desarrollo del sonido multicanal, que permitía la grabación de series en un estudio con público. En otros casos, dejaron de utilizarse porque se consideraba que eran un mensaje subliminal para indicar a la gente cómo debía sentirse ante ciertas situaciones. No obstante, las risas enlatadas se han mantenido en algunas comedias de situación contemporáneas.
Las risas enlatadas están consideradas uno de los recursos sonoros más utilizados en la ficción junto con el grito Wilhelm.